# ロータス・T128 (ル・マン・プロトタイプ)
ロータス・T128 (Lotus T128) は、ル・マン・プロトタイプのLMP2カーのレギュレーションに基づいて開発されたプロトタイプレーシングカー。

## 概要
ドイツのアデス（Advanced Design Engineering Systems Solutions AG、略称: "Adess AG" )とコデワ・レーシングチームの共同開発によって製作され、ロータス社に車名の冠号（タイトル）のスポンサーシップを受けてLMP2のカテゴリーに2台体制で2013年のFIA 世界耐久選手権に参戦デビューを果たした。コデワは、他のシリーズのカスタマー・チームにもT128の提供を計画していた。T128は、ドライバーの視認性と安全性を高めることによって、2014年のル・マン・プロトタイプのレギュレーションにも適合できるように開発されている。T128は、チェコのマニュファクチャラーのプラガのロゴを付けたジャッド製エンジンを搭載した。
2013年のル・マン24時間レースで、2台のT128が出走した。31号車は17周目でリタイアし、32号車は219周目でリタイアした。
2013年のシーズン終了後、ロータスはLMP2からLMP1カテゴリーにステップアップし、レースカーもT128から、新型LMP1カーのCLM P1/01を投入した。